# Morpho ebeninus
Morpho ebeninus är en fjärilsart som beskrevs av Le Moult 1926. Morpho ebeninus ingår i släktet Morpho och familjen praktfjärilar. Inga underarter finns listade i Catalogue of Life.